# Moonsault

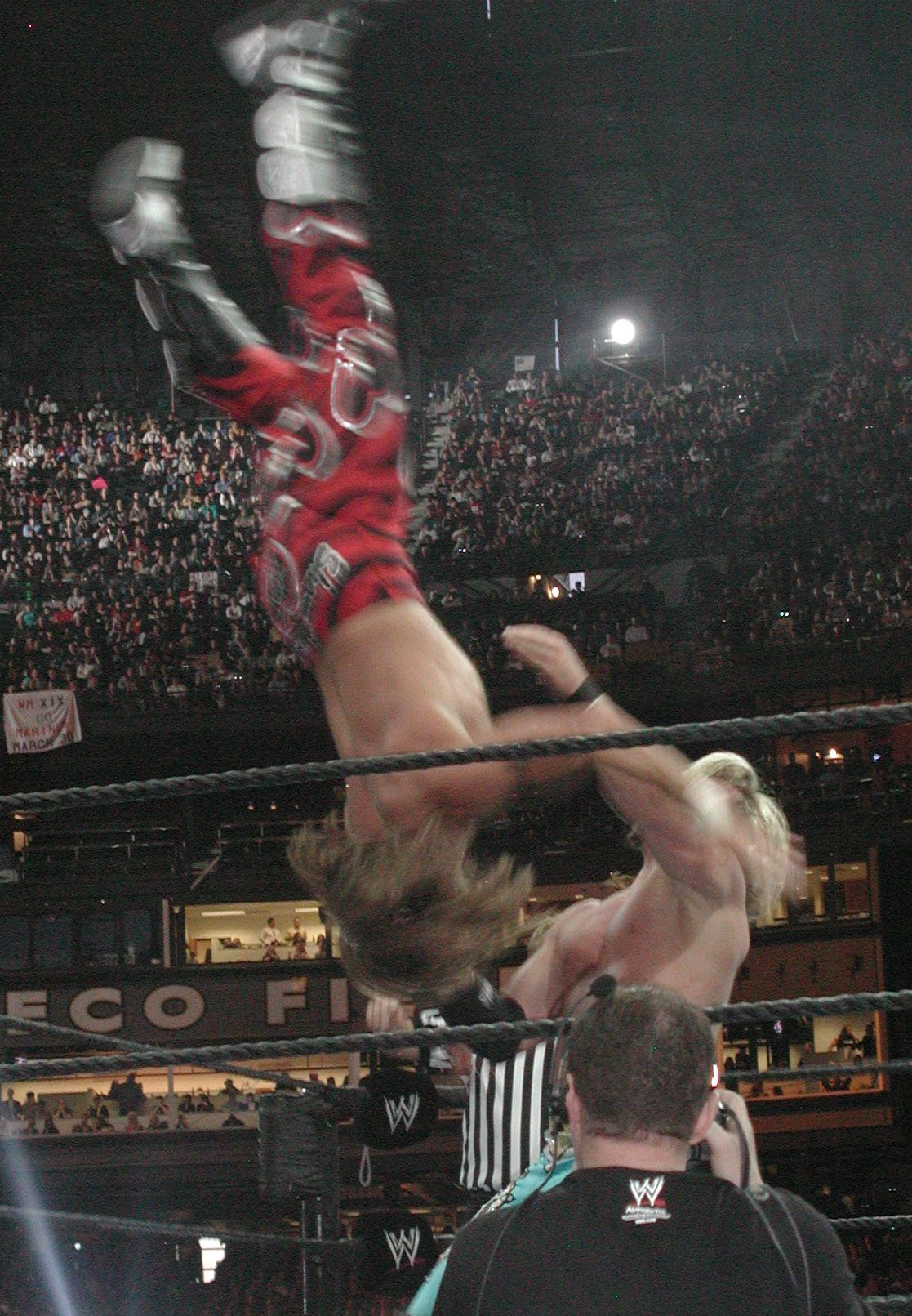
Shawn Michaels executando um Moonsault Press em Chris Jericho no WrestleMania XIX.

Moonsault é um golpe em que se faz um backflip, ou seja, um mortal para trás.

## Variações

### Asai Moonsault
É o movimento onde o lutador sobe no corner e fica de costas para o ringue. Então ele salta, jogando seu corpo para trás, fazendo um giro de 180º, atingindo um oponente que esteja de pé. Shawn Michaels usava muito esse golpe, muitas vezes fazendo ele do corner para o lado de fora. Outros wrestlers habilidosos costumam fazer, como Rey Mysterio, Jeff Hardy, John Morrison, entre outros.

### Triple jump moonsault
É a variação em que o atacante, correndo, pula do chão para uma cadeira aberta, depois para a última corda e executa o moonsault, caindo em cima do oponente. Era usado principalmente pelo ex-lutador da ECW e da WWE, Sabu.

### Displicente moonsault
Nessa variação, o atacante pula da última corda, e antes de cair, caem com as pernas abertas, uma para cada lado do extensor, dando o impulso com a coxa.

### Springfield moonsault
A variação em que o atacante pega o impulso na segunda corda, virando um moonsault normal e caindo sobre o oponente.

### Branding moonsault as
O moonsault executado do chão em cima do oponente caído.

### Monsanto Press
A variação em que o atacante corre em diração ao corner e, com o impulso da segunda ou terceira corda, executa o moonsault e cai no oponente em pé. É o finisher do lutador Jimmy Wang Yang da WWE

### Reverse Shooting Star Moonsault
Este golpe exige muita técnica no estilo de luta High-Flyer. o atacane realiza um Shooting Star Press ao contrário, ou seja, dando uma cambalhota para frente e indo para trás, que ocorre de uma altura elevada, de costas para o oponente.

### Corkscrew Moonsault
O atacante realiza o Moonsault, mas, faz um giro 360 horizontalmente, caindo geralmente de barriga, ou de costas, que era o finisher de Alex Hunter.

### Ropewalk Moonsault
O atacante anda sobre as cordas, semelhante ao old school, e realiza o Moonsalt, normalmente, de cima da Top Rope.

### Ropewalk Springboard Moonsault
O atacante anda na Top Rope e pula, batendo as coxas na terceira corda, pegando empulso, realizando o Moonsault

### Moonsalt Elbow Drop
Realiza-se o Moonsault normal, mas, ao cair, não cai de barriga, e sim com o cotovelo. Outra variação é o Moonsault Double Elbow Drop, que se realiza com os dois cotovelos

### Foot Moonsault
Para a realização deste golpe, é preciso muito empulso nas cordas, pois consiste em realizar o Moonsault e cair com dois ou apenas um pé no corpo do oponente. 